# 畫眉口孵非鯽
畫眉口孵非鯽又名賀諾魯口孵非鯽、賀諾魯吳郭魚，為輻鰭魚綱鱸形目隆頭魚亞目慈鯛科的其中一種，分布於非洲坦尚尼亞Wami河流域，被廣泛僅入世界各地，體長可達44公分，棲息在中底層淡、鹹水域，以藻類、植物碎屑為食，生活習性不明，可作為觀賞魚及食用魚。